# Галіаскар Камал
Ґаліаскар Камал (російська версія імені - Галіаскар Галіакбарович Камалетдінов, тат. Галиәсгар Камал (Галиәсгар Галиәкбәр улы Камалетдинов, Ğaliəsgar Əliəkbər uğlı Qamaletdinov), нар. 25 грудня 1878 (6 січня 1879), Казань — пом. 8 червня 1933 року, там же) — татарський письменник з мусульманською духовною освітою. Журналіст, видавець, класик нової татарської драматургії і громадський діяч.
У червні 1923 року одному з основоположників татарської драматургії і татарського театру Ґаліаскару Камалу (Камалетдінову) присвоєно почесне звання «Герой праці», трохи пізніше його нагородили званням народного драматурга Татарської АРСР.

## Життєпис
Галіаскар Камал народився в родині кустаря в Казані. Дитинство провів у Нижній Масре — рідному селі матері (нинішній Арський район).
Навчався в казанському медресе «Госманія», 1889—1897 роках в медресе «Мухаммадія».
У 1901 році Ґаліаскар Камал випускав газету «Тәраккый» («Прогрес»), організував видавництво «Мәгариф» («Просвіта»). З 1906 року працював в газеті «Азат» («Свобода»), потім — «Азат халик» («Вільний народ»), де друкувалися статті, що пропагують ідеї марксизму.
Був видавцем і редактором сатиричного журналу «Яшен» («Блискавка», 1908—1909), працював у газеті «Йолдыз» («Зірка», 1907—1917).
Друкувався з 1900 року. Найважливіші твору: драма «Нещасний юнак» (1907, 2-й варіант), комедії «подарунка» (1908), «Коханка» (1911), «Таємниці нашого міста» (1911), «Банкрут» (1912, рос. переклад 1944) — різко бичували пороки колоніального російського суспільства. Після Жовтневого перевороту 1917 року Камал жив у Республіці Ідель-Урал, писав сатиричні вірші, співпрацював з газетами «Еш» («Праця»), «Кизил байрак» («Червоний прапор»).
Переклав татарською мовою «Ревізора» українського письменника Миколи Гоголя, «Грозу» московського письменника Олександра Островського і «На дні» Максима Горького.

## Пам'ять
- В 1978 році видано художній маркований конверт, присвячений письменнику.
- Іменем Галіаскара Камала названі вулиці в Казані[5], Єлабузі[6] і Набережних Челнах[7].
- У Казані зберігся будинок Галіаскара Камала, побудований в 1902 році, визнаний пам'ятником історії і відреставрований в 2012 році.
- В Казані на його честь названий Татарський академічний театр імені Галіаскара Камала.